# Scharlachbrust-Fruchttaube
Die Scharlachbrust-Fruchttaube (Ptilinopus bernsteinii) ist eine Art der Taubenvögel, die zu den sogenannten Fruchttauben zählt. Sie kommt auf einigen indonesischen Inseln vor.
Die Bestandssituation der Scharlachbrust-Fruchttaube wurde 2016 in der Roten Liste gefährdeter Arten der IUCN als „Least Concern (LC)“ = „nicht gefährdet“ eingestuft.

## Erscheinungsbild
Die Scharlachbrust-Fruchttaube erreicht eine Körperlänge von 29 Zentimeter. Sie ist damit eine knapp mittelgroße Taube mit einem vergleichsweise langen Schwanz. Auf den Schwanz entfallen zwischen 10,8 und 12,4 Zentimeter. Der Schnabel ist zwischen 1,4 und 1,7 Zentimeter lang. Der Geschlechtsdimorphismus ist nur sehr gering ausgeprägt.

### Erscheinungsbild der Männchen
Der Vorderkopf und der Scheitel sind grau-grün. Der Mantel und die kleinen Flügeldecken sind leuchtend grün. Die mittleren und großen Flügeldecken sind blaugrün. Die Armschwingen und die Handschwingen sind schwarz mit einem grünlichen Schimmer auf den Außenfahnen. Der Rücken und die Oberschwanzdecken sind leuchtend grün. Der Schwanz ist blaugrün mit einem leichten Glanz.
Das Kinn und die Kehle sowie die Ohrdecken sind grau-grün mit einer gelblichen Überwaschung. Die Vorderbrust ist hellgrün und geht zur hinteren Brust in ein dunkleres Grün über. In der unteren Brustmitte befindet sich ein leuchtender scharlachroter Fleck. An der Oberseite ist dieser Fleck von einem dunkelvioletten Band eingefasst. Der Bauch ist gelb-orange und geht dann in dunkel rotbraune Unterschwanzdecken über. Die Schenkel und die befiederten Läufe sind grün. Der Schnabel ist blassgrün mit einer gelblichen Schnabelspitze.

### Erscheinungsbild der Weibchen
Die Weibchen ähneln den Männchen in ihrem Gefieder, der Kopf ist jedoch grünlicher. Auf der Brust fehlt der scharlachrote Fleck, der sich bei den Männchen findet. Der Bauch ist bei den Weibchen außerdem etwas dunkler als bei den Männchen.

## Verwechselungsmöglichkeiten
Im Verbreitungsgebiet der Scharlachbrust-Fruchttaube kommt auch die Blaukopf-Fruchttaube vor. Diese ist von ähnlicher Körpergröße, ist aber nochmals kompakter gebaut als die Scharlachbrust-Fruchttaube und hat einen sehr kurzen Schwanz. Der Kopf dieser Taube ist grau und sehr deutlich von dem grünen Körpergefieder abgesetzt. Sie hat gleichfalls einen auffälligen Fleck auf der Körperunterseite. Dieser ist jedoch violett und nicht scharlachrot und befindet sich in der Bauchregion und nicht auf der Brust.

## Verbreitungsgebiet und Lebensraum
Die Scharlachbrust-Fruchttaube ist ein Endemit mehrerer indonesischer Inseln. Sie kommt auf Bacan, Halmahera, Ternate, und den Obi-Inseln vor.
Der Lebensraum der Scharlachbrust-Fruchttaube sind Regenwälder. Sie kommt bevorzugt in Primärwald vor, ist aber auch in Sekundärwald anzutreffen, sofern sich noch Primärwald in der Nähe befindet. Ältere Literatur bezeichnet die Scharlachbrust-Taube als eine Taube der Wälder in Vorgebirgen und Gebirgen. Nach neueren Erkenntnissen kommt sie jedoch auch in Wäldern der Tiefebene vor und bei Untersuchungen auf Halmahera war sie in Gebirgswäldern vergleichsweise selten.

## Lebensweise
Die Scharlachbrust-Taube ist eine scheue und unauffällige Taubenart, die gewöhnlich einzelgängerisch oder paarweise beobachtet wird. Sie hält sich gewöhnlich im oberen Wipfelbereich auf. Auf Halmahera ist sie mehr Wälder-gebunden als andere Fruchttauben und vermeidet es, offenes Gelände zu überqueren.
Die Fortpflanzungszeit fällt in den Zeitraum April bis Juli. Das Nest ist taubentypisch eine lose Plattform aus Ästchen. Dieses wird vergleichsweise nahe zum Erdboden im Wipfel eines kleinen Baums errichtet. Das Gelege besteht aus einem einzelnen Ei.